# Peter Kwaku Atuahene

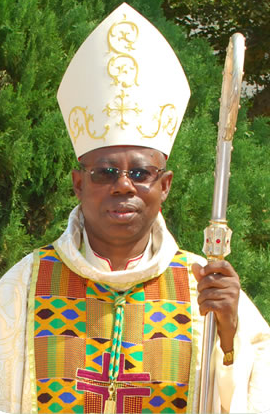
Peter Kwaku Atuahene, 2023

Peter Kwaku Atuahene (* 25. September 1956 in Brosankro) ist Bischof von Goaso.

## Leben
Peter Kwaku Atuahene empfing am 10. Juli 1977 die Priesterweihe.
Papst Johannes Paul II. ernannte ihn am 24. Oktober 1997 zum Bischof von Goaso und spendete ihm am 6. Januar 1998 im Petersdom die Bischofsweihe; Mitkonsekratoren waren die Kurienerzbischöfe Giovanni Battista Re und Jorge María Mejía.